# Jon Kleinberg
Jon Kleinberg (Boston, octubre de 1971) es un profesor de ingeniería informática estadounidense.
Muchos estudiantes le llaman cariñosamente "Rey rebelde" (del inglés "rebel King", anagrama de Kleinberg).
Su trabajo más famoso sea quizás el algoritmo HITS, una alternativa no patentada al algoritmo del PageRank de Google. Pero también ha escrito un gran número de estudios científicos que le han valído para recibir su licenciatura por Cornell en 1993 y su doctorado por el MIT en 1996. 
Junto a Éva Tardos es autor del libro de algorítmica Algorithm Design, publicado por Addison-Wesley en 2005. En septiembre de 2005 fue premiado con la Beca MacArthur, designadas a menudo como premio al ingenio.

## Premios
- 2006, Premio Nevanlinna

- Datos: Q92978
- Multimedia: Jon Kleinberg / Q92978